# Repêchage d'entrée dans la LNH 2023
2022 2024
Le repêchage d'entrée dans la Ligue nationale de hockey 2023 est le 61e repêchage d'entrée de l'histoire de la Ligue nationale de hockey (LNH). Il se déroule les 28 et 29 juin 2023 au Bridgestone Arena à Nashville.

## Meilleurs espoirs
| Rang | En Amérique du Nord               | En Europe                        |
| ---- | --------------------------------- | -------------------------------- |
| 1    | Connor Bedard (centre)            | Leo Carlsson (centre)            |
| 2    | Adam Fantilli (centre)            | Matveï Mitchkov (ailier droit)   |
| 3    | William Smith (centre)            | Dalibor Dvorský (centre)         |
| 4    | Matthew Wood (ailier droit)       | Eduard Šalé (ailier droit)       |
| 5    | Ryan Leonard (ailier droit)       | David Reinbacher (défenseur)     |
| 6    | Zachary Benson (ailier gauche)    | Otto Stenberg (centre)           |
| 7    | Nate Danielson (centre)           | Axel Sandin Pellikka (défenseur) |
| 8    | Oliver Moore (centre)             | Lenni Hämeenaho (centre)         |
| 9    | Samuel Honzek (ailier gauche)     | Daniil Bout (ailier gauche)      |
| 10   | Gabriel Perreault (ailier gauche) | Mikhaïl Gouliaïev (défenseur)    |

| Rang | En Amérique du Nord | En Europe          |
| ---- | ------------------- | ------------------ |
| 1    | Carson Bjarnason    | Alexander Hellnemo |
| 2    | Michael Hrabal      | Juha Jatkola       |
| 3    | Trey Augustine      | Ian Blomquist      |

## Le repêchage

### Premier tour

#### Sélection
| Rang | Joueur               | Position      | Nationalité | Équipe LNH                                                                         | Repêché de                         |
| ---- | -------------------- | ------------- | ----------- | ---------------------------------------------------------------------------------- | ---------------------------------- |
| 1    | Connor Bedard        | Centre        | Canada      | Blackhawks de Chicago                                                              | Pats de Régina (LHOu)              |
| 2    | Leo Carlsson         | Centre        | Suède       | Ducks d'Anaheim                                                                    | Örebro HK (SHL)                    |
| 3    | Adam Fantilli        | Centre        | Canada      | Blue Jackets de Columbus                                                           | Wolverines du Michigan (NCAA)      |
| 4    | William Smith        | Centre        | États-Unis  | Sharks de San José                                                                 | USNTDP (USHL)                      |
| 5    | David Reinbacher     | Défenseur     | Autriche    | Canadiens de Montréal                                                              | EHC Kloten (NL)                    |
| 6    | Dmitri Simachev      | Défenseur     | Russie      | Coyotes de l'Arizona                                                               | Lokomotiv Iaroslavl (KHL)          |
| 7    | Matveï Mitchkov      | Ailier droit  | Russie      | Flyers de Philadelphie                                                             | HK Sotchi (KHL)                    |
| 8    | Ryan Leonard         | Ailier droit  | États-Unis  | Capitals de Washington                                                             | USNTDP (USHL)                      |
| 9    | Nate Danielson       | Centre        | Canada      | Red Wings de Détroit                                                               | Wheat Kings de Brandon (LHOu)      |
| 10   | Dalibor Dvorský      | Centre        | Slovaquie   | Blues de Saint-Louis                                                               | AIK IF (HockeyAllsvenskan)         |
| 11   | Tom Willander        | Défenseur     | Suède       | Canucks de Vancouver                                                               | Rögle BK J20 (J20 Nationell)       |
| 12   | Daniil Bout          | Ailier gauche | Russie      | Coyotes de l'Arizona (des Sénateurs d'Ottawa)                                      | Loko Iaroslavl (MHL)               |
| 13   | Zachary Benson       | Ailier gauche | Canada      | Sabres de Buffalo                                                                  | Ice de Winnipeg (LHOu)             |
| 14   | Brayden Yager        | Centre        | Canada      | Penguins de Pittsburgh                                                             | Warriors de Moose Jaw (LHOu)       |
| 15   | Matthew Wood         | Ailier droit  | Canada      | Predators de Nashville                                                             | Huskies du Connecticut (NCAA)      |
| 16   | Samuel Honzek        | Ailier gauche | Slovaquie   | Flames de Calgary                                                                  | Giants de Vancouver (LHOu)         |
| 17   | Axel Sandin Pellikka | Défenseur     | Suède       | Red Wings de Détroit (des Islanders de NY via les Canucks de Vancouver)            | Skellefteå AIK (SHL)               |
| 18   | Colby Barlow         | Ailier gauche | Canada      | Jets de Winnipeg                                                                   | Attack d'Owen Sound (LHO)          |
| 19   | Oliver Moore         | Centre        | États-Unis  | Blackhawks de Chicago (du Lightning de Tampa Bay)                                  | USNTDP (USHL)                      |
| 20   | Eduard Šalé          | Ailier gauche | Tchéquie    | Kraken de Seattle                                                                  | HC Kometa Brno (Extraliga tchèque) |
| 21   | Charlie Stramel      | Centre        | États-Unis  | Wild du Minnesota                                                                  | Badgers du Wisconsin (NCAA)        |
| 22   | Oliver Bonk          | Défenseur     | Canada      | Flyers de Philadelphie (des Kings de Los Angeles via les Blue Jackets de Columbus) | Knights de London (LHO)            |
| 23   | Gabriel Perreault    | Ailier droit  | États-Unis  | Rangers de New York                                                                | USNTDP (USHL)                      |
| 24   | Tanner Molendyk      | Défenseur     | Canada      | Predators de Nashville (du Wild du Minnesota)                                      | Blades de Saskatoon (LHOu)         |
| 25   | Otto Stenberg        | Centre        | Suède       | Blues de St-Louis (des Maple Leafs de Toronto)                                     | Frölunda HC J20 (J20 Nationell)    |
| 26   | Quentin Musty        | Ailier gauche | États-Unis  | Sharks de San José (des Devils du New Jersey)                                      | Wolves de Sudbury (LHO)            |
| 27   | Calum Ritchie        | Centre        | Canada      | Avalanche du Colorado                                                              | Generals d'Oshawa (LHO)            |
| 28   | Easton Cowan         | Ailier droit  | Canada      | Maple Leafs de Toronto (des Bruins de Boston via les Capitals de Washington)       | Knights de London (LHO)            |
| 29   | Theo Lindstein       | Défenseur     | Suède       | Blues de St-Louis (des Stars de Dallas via les Capitals de Washington)             | Brynäs IF (SHL)                    |
| 30   | Bradly Nadeau        | Ailier gauche | Canada      | Hurricanes de la Caroline                                                          | Vees de Penticton (LHCB)           |
| 31   | Mikhaïl Gouliaïev    | Défenseur     | Russie      | Avalanche du Colorado (des Panthers de la Floride via les Canadiens de Montréal)   | Omskie Iastreby (MHL)              |
| 32   | David Edstrom        | Centre        | Suède       | Golden Knights de Vegas                                                            | Frölunda HC J20 (J20 Nationell)    |

### Deuxième tour

#### Sélection
| Rang | Joueur                | Position       | Nationalité | Équipe LNH                                                                                           | Repêché de                                |
| ---- | --------------------- | -------------- | ----------- | --- | ----------------------------------------- |
| 33   | Nico Myatovic         | Ailier gauche  | Canada      | Ducks d'Anaheim                                                                                      | Thunderbirds de Seattle (LHOu)            |
| 34   | Gavin Brindley        | Centre         | États-Unis  | Blue Jackets de Columbus                                                                             | Wolverines du Michigan (NCAA)             |
| 35   | Adam Gajan            | Gardien de but | Slovaquie   | Blackhawks de Chicago                                                                                | Steel de Chippewa (NAHL)                  |
| 36   | Kasper Halttunen      | Ailier droit   | Finlande    | Sharks de San José                                                                                   | HIFK (Liiga)                              |
| 37   | Ethan Gauthier        | Ailier droit   | Canada      | Lightning de Tampa Bay (des Canadiens de Montréal via l'Avalanche du Colorado)                       | Phœnix de Sherbrooke (LHJMQ)              |
| 38   | Michael Hrabal        | Gardien de but | Tchéquie    | Coyotes de l'Arizona                                                                                 | Lancers d'Omaha (USHL)                    |
| 39   | Anton Wahlberg        | Centre         | Suède       | Sabres de Buffalo (des Flyers de Philadelphie)                                                       | Malmö Redhawks (SHL)                      |
| 40   | Andrew Cristall       | Ailier gauche  | Canada      | Capitals de Washington                                                                               | Rockets de Kelowna (LHOu)                 |
| 41   | Trey Augustine        | Gardien de but | États-Unis  | Red Wings de Détroit                                                                                 | USNTDP (USHL)                             |
| 42   | Andrew Gibson         | Défenseur      | Canada      | Red Wings de Détroit (des Blues de Saint-Louis)                                                      | Greyhounds de Sault-Sainte-Marie (LHO)    |
| 43   | Felix Nilsson         | Centre         | Suède       | Predators de Nashville (des Canucks de Vancouver via les Red Wings de Détroit)                       | Rögle BK J20 (J20 Nationell)              |
| 44   | Roman Kantserov       | Ailier droit   | Russie      | Blackhawks de Chicago (des Sénateurs d'Ottawa)                                                       | Stalnye Lissy Magnitogorsk (MHL)          |
| 45   | Maxim Strbak          | Défenseur      | Slovaquie   | Sabres de Buffalo                                                                                    | Stampede de Sioux Falls (USHL)            |
| 46   | Kalan Lind            | Ailier gauche  | Canada      | Predators de Nashville (des Penguins de Pittsburgh)                                                  | Rebels de Red Deer (LHOu)                 |
| 47   | Brady Cleveland       | Défenseur      | États-Unis  | Red Wings de Détroit (des Predators de Nashville)                                                    | USNTDP (USHL)                             |
| 48   | Étienne Morin         | Défenseur      | Canada      | Flames de Calgary                                                                                    | Wildcats de Moncton (LHJMQ)               |
| 49   | Danny Nelson          | Attaquant      | États-Unis  | Islanders de New York                                                                                | USNTDP (USHL)                             |
| 50   | Carson Rehkopf        | Ailier gauche  | Canada      | Kraken de Seattle (des Jets de Winnipeg via les Capitals de Washington)                              | Rangers de Kitchener (LHO)                |
| 51   | Carson Bjarnason      | Gardien de but | Canada      | Flyers de Philadelphie (du Lighning de Tampa Bay via les Blackhawks de Chicago)                      | Wheat Kings de Brandon (LHOu)             |
| 52   | Oscar Fisker Mølgaard | Centre         | Danemark    | Kraken de Seattle                                                                                    | HV 71 (SHL)                               |
| 53   | Rasmus Kumpulainen    | Centre         | Finlande    | Wild du Minnesota                                                                                    | Pelicans Lahti U20 (U20 SM-sarja)         |
| 54   | Jakub Dvořák          | Défenseur      | Tchéquie    | Kings de Los Angeles                                                                                 | HC Bílí Tygři Liberec (Extraliga tchèque) |
| 55   | Martin Misiak         | Ailier droit   | Slovaquie   | Blackhawks de Chicago (des Rangers de New York via les Jets de Winnipeg et les Coyotes de l'Arizona) | Phantoms de Youngstown (USHL)             |
| 56   | Beau Akey             | Défenseur      | Canada      | Oilers d'Edmonton                                                                                    | Colts de Barrie (LHO)                     |
| 57   | Lukas Dragicevic      | Défenseur      | Canada      | Kraken de Seattle (des Maple Leafs de Toronto)                                                       | Americans de Tri-City (LHOu)              |
| 58   | Lenni Hämeenaho       | Ailier droit   | Finlande    | Devils du New Jersey                                                                                 | Ässät (Liiga)                             |
| 59   | Carey Terrance        | Centre         | États-Unis  | Ducks d'Anaheim (de l'Avalanche du Colorado)                                                         | Otters d'Érié (LHO)                       |
| 60   | Damian Clara          | Gardien de but | Italie      | Ducks d'Anaheim (des Bruins de Boston)                                                               | Färjestad BK J20 (J20 Nationell)          |
| 61   | Tristan Bertucci      | Défenseur      | Canada      | Stars de Dallas                                                                                      | Firebirds de Flint (LHO)                  |
| 62   | Felix Under Sörum     | Ailier gauche  | Suède       | Hurricanes de la Caroline                                                                            | Leksands IF J20 (J20 Nationell)           |
| 63   | Gracyn Sawchyn        | Centre         | Canada      | Panthers de la Floride                                                                               | Thunderburds de Seattle (LHOu)            |
| 64   | Riley Heidt           | Attaquant      | Canada      | Wild du Minnesota (des Golden Knights de Vegas via les Sabres de Buffalo)                            | Cougars de Prince George (LHOu)           |

### Troisième tour

#### Sélection
| Rang | Joueur             | Position       | Nationalité | Équipe LNH | Repêché de                               |
| ---- | ------------------ | -------------- | ----------- | --- | ---------------------------------------- |
| 65   | Colton Pitre       | Ailier droit   | Canada      | Ducks d'Anaheim | Firebirds de Flint (LHO)                 |
| 66   | William Whitelaw   | Ailier droit   | États-Unis  | Blue Jackets de Columbus | Phantoms de Youngstown (USHL)            |
| 67   | Nick Lardis        | Ailier droit   | Canada      | Blackhawks de Chicago | Bulldogs de Hamilton (LHO)               |
| 68   | Jesse Kiiskinen    | Ailier droit   | Finlande    | Predators de Nashville (des Sharks de San José)                                                                              | Pelicans Lahti U20 (U20 SM-sarja)        |
| 69   | Jacob Fowler       | Gardien de but | États-Unis  | Canadiens de Montréal | Phantoms de Youngstown (USHL)            |
| 70   | Jonathan Castagna  | Centre         | Canada      | Coyotes de l'Arizona | St. Andrews College (CAHS)               |
| 71   | Brandon Svoboda    | Centre         | États-Unis  | Sharks de San José (des Flyers de Philadelphie via les Hurricanes de la Caroline)                                            | Phantoms de Youngstown (USHL)            |
| 72   | Noel Nordh         | Ailier         | Suède       | Coyotes de l'Arizona (des Capitals de Washington)                                                                            | Brynäs IF J20 (J20 Nationell)            |
| 73   | Noah Dower Nilsson | Ailier gauche  | Suède       | Red Wings de Détroit | Frölunda HC J20 (J20 Nationell)          |
| 74   | Quinton Burns      | Défenseur      | Canada      | Blues de Saint-Louis | Frontenacs de Kingston (LHO)             |
| 75   | Hunter Brzustewicz | Défenseur      | États-Unis  | Canucks de Vancouver | Rangers de Kitchener (LHO)               |
| 76   | Juraj Pekarcik     | Ailier gauche  | Slovaquie   | Blues de Saint-Louis (des Sénateurs d'Ottawa via les Maple Leafs de Toronto et le Wild du Minnesota)                         | HK Nitra (Extraliga slovaque)            |
| 77   | Mathieu Cataford   | Attaquant      | Canada      | Golden Knights de Vegas (des Sabres de Buffalo)                                                                              | Mooseheads d'Halifax (LHJMQ)             |
| 78   | Koehn Ziemmer      | Ailier droit   | Canada      | Kings de Los Angeles (des Penguins de Pittsburgh)                                                                            | Cougars de Prince George (LHOu)          |
| 79   | Brad Gardiner      | Défenseur      | États-Unis  | Stars de Dallas (des Predators de Nashville)                                                                                 | 67 d'Ottawa (LHO)                        |
| 80   | Aïdar Souniev      | Ailier gauche  | Russie      | Flames de Calgary (des Flames de Calgary via le Kraken de Seattle, les Blue Jackets de Columbus et les Devils du New Jersey) | Vees de Pentincton (LHCB)                |
| 81   | Tanner Ludtke      | Centre         | États-Unis  | Coyotes de l'Arizona (des Islanders de New York)                                                                             | Stars de Lincoln (USHL)                  |
| 82   | Zachary Nehring    | Ailier doit    | États-Unis  | Jets de Winnipeg | Shattuck St. Mary's 18U Prep (USHS-Prep) |
| 83   | Dylan MacKinnon    | Défenseur      | Canada      | Predators de Nashville (du Lighning de Tampa Bay)                                                                            | Mooseheads d'Halifax (LHJMQ)             |
| 84   | Caden Price        | Défenseur      | Canada      | Kraken de Seattle | Rockets de Kelowna (LHOu)                |
| 85   | Iahor Sidarau      | Ailier droit   | Biélorussie | Ducks d'Anaheim (du Wild du Minnesota)                                                                                       | Rockets de Kelowna (LHOu)                |
| 86   | Gavin McCarthy     | Défenseur      | États-Unis  | Sabres de Buffalo (des Kings de Los Angeles)                                                                                 | Lumberjacks de Muskegon (USHL)           |
| 87   | Iegor Zavraguine   | Gardien de but | Russie      | Flyers de Philadelphie (des Rangers de New York)                                                                             | Mamonty Iougry (MHL)                     |
| 88   | Vadzim Maroz       | Ailier droit   | Biélorussie | Coyotes de l'Arizona (des Oilers d'Edmonton)                                                                                 | HK Dinamo Minsk (KHL)                    |
| 89   | Sawyer Mynio       | Défenseur      | Canada      | Canucks de Vancouver (des Maple Leafs de Toronto via les Coyotes de l'Arizona)                                               | Thunderbirds de Seattle (LHOu)           |
| 90   | Drew Fortescue     | Défenseur      | États-Unis  | Rangers de New York (des Devils du New Jersey et les Penguins de Pittsburgh)                                                 | USNTDP (USHL)                            |
| 91   | Emil Pieniniemi    | Défenseur      | Finlande    | Ducks d'Anaheim (de l'Avalanche du Colorado)                                                                                 | Kärpät Oulu U20 (U20 SM-sarja)           |
| 92   | Christopher Pelosi | Centre         | États-Unis  | Bruins de Boston | Stampede de Sioux Falls (USHL)           |
| 93   | Jiri Felcman       | Centre         | Tchéquie    | Blackhawks de Chicago (des Stars de Dallas via les Coyotes de l'Arizona)                                                     | SC Langnau U20 (U20-Elit)                |
| 94   | Jayden Perron      | Ailier droit   | Canada      | Hurricanes de la Caroline (des Hurricanes de la Caroline via les Sharks de San José)                                         | Steel de Chicago (USHL)                  |
| 95   | Denver Barkey      | Centre         | Canada      | Flyers de Philadelphie (des Panthers de la Floride)                                                                          | Knights de London (LHO)                  |
| 96   | Arttu Kärki        | Défenseur      | Finlande    | Golden Knights de Vegas | Tappara U20 (U20 SM-sarja)               |

### Quatrième tour
| Rang | Joueur              | Position       | Nationalité | Équipe LNH                                           | Repêché de                        |
| ---- | ------------------- | -------------- | ----------- | ---------------------------------------------------- | --------------------------------- |
| 97   | Konnor Smith        | Défenseur      | Canada      | Ducks d'Anaheim                                      | Petes de Peterborough (LHO)       |
| 98   | Andrew Strathmann   | Défenseur      | États-Unis  | Blue Jackets de Columbus                             | Phantoms de Youngstown (USHL)     |
| 99   | Alex Pharand        | Centre         | Canada      | Blackhawks de Chicago                                | Wolves de Sudbury (LHO)           |
| 100  | Aleksandr Rykov     | Ailier droit   | Russie      | Hurricanes de la Carolina (de San José)1             | Tchelmet Tcheliabinsk (VHL)       |
| 101  | Florian Xhekaj      | Ailier gauche  | Canada      | Canadiens de Montréal                                | Bulldogs de Hamilton (LHO)        |
| 102  | Terrell Goldsmith   | Défenseur      | Canada      | Coyotes de l'Arizona                                 | Raiders de Prince Albert (LHOu)   |
| 103  | Cole Knuble         | Centre         | États-Unis  | Flyers de Philadelphie                               | Force de Fargo (USHL)             |
| 104  | Patrick Thomas      | Centre         | Canada      | Capitals de Washington                               | Bulldogs de Hamilton (LHO)        |
| 105  | Ty Mueller          | Centre         | Canada      | Canucks de Vancouver (de Détroit)2                   | Mavericks d'Omaha (NCHC)          |
| 106  | Jakub Štancl        | Centre         | Tchéquie    | Blues de Saint-Louis                                 | Växjö Lakers (J20 Nationell)      |
| 107  | Vilmer Alriksson    | Ailier gauche  | Suède       | Canucks de Vancouver                                 | Djurgårdens IF (J20 Nationell)    |
| 108  | Hoyt Stanley        | Défenseur      | Canada      | Sénateurs d'Ottawa                                   | Grizzlies de Victoria (LHCB)      |
| 109  | Ethan Miedema       | Ailier gauche  | Canada      | Sabres de Buffalo                                    | Frontenacs de Kingston (LHO)      |
| 110  | Bogdan Koniouchkov  | Défenseur      | Russie      | Canadiens de Montréal (de Pittsburgh)3               | Torpedo Nijni Novgorod (KHL)      |
| 111  | Joey Willis         | Centre         | États-Unis  | Predators de Nashville                               | Saginaw Spirit (OHL)              |
| 112  | Jaden Lipinski      | Centre         | États-Unis  | Flames de Calgary                                    | Giants de Vancouver (LHOu)        |
| 113  | Jesse Nurmi         | Ailier gauche  | Finlande    | Islanders de New York                                | KooKoo (Liiga)                    |
| 114  | Luca Pinelli        | Centre         | Canada      | Blue Jackets de Columbus (de Winnipeg via Seattle)4  | 67's d'Ottawa (LHO)               |
| 115  | Jayson Shaugabay    | Ailier droit   | États-Unis  | Lightning de Tampa Bay (de Tampa Bay via Nashville)5 | Gamblers de Green Bay (USHL)      |
| 116  | Andreï Lochko       | Centre         | Biélorussie | Kraken de Seattle                                    | Saguenéens de Chicoutimi (LHJMQ)  |
| 117  | Larry Keenan        | Défenseur      | Canada      | Red Wings de Detroit (du Minnesota)6                 | Eagles de Culver Academy (USHS)   |
| 118  | Hampton Slukynsky   | Gardien de but | États-Unis  | Kings de Los Angeles                                 | U.S. NTDP (USHL)                  |
| 119  | Matthew Perkins     | Centre         | Canada      | Canucks de Vancouver(des Rangers de NY)7             | Phantoms de Youngstown (USHL)     |
| 120  | Alex Čiernik        | Ailier gauche  | Slovaquie   | Flyers de Philadelphie (d'Edmonton)8                 | Södertälje SK (HockeyAllsvenskan) |
| 121  | Juha Jatkola        | Gardien de but | Finlande    | Predators de Nashville (de Toronto)9                 | KalPa (Liiga)                     |
| 122  | Cam Squires         | Ailier droit   | Canada      | Devils du New Jersey                                 | Eagles du Cap-Breton (LHJMQ)      |
| 123  | Luca Cagnoni        | Défenseur      | Canada      | Sharks de San José (de Colorado via Seattle)10       | Winterhawks de Portland (LHOu)    |
| 124  | Beckett Hendrickson | Centre         | États-Unis  | Bruins de Boston                                     | U.S. NTDP (USHL)                  |
| 125  | Aram Minnetian      | Défenseur      | États-Unis  | Stars de Dallas                                      | U.S. NTDP (USHL)                  |
| 126  | Stanislav Iarovoï   | Ailier droit   | Russie      | Hurricanes de la Caroline                            | HK Vitiaz (KHL)                   |
| 127  | Albert Wikman       | Défenseur      | Suède       | Panthers de la Floride                               | Färjestad BK (J20 Nationell)      |
| 128  | Quentin Miller      | Gardien de but | Canada      | Canadiens de Montréal (de Vegas)11                   | Remparts de Québec (LHJMQ)        |

### Cinquième tour
| Rang | Joueur                 | Position       | Nationalité | Équipe LNH                                          | Repêché de                         |
| ---- | ---------------------- | -------------- | ----------- | --------------------------------------------------- | ---------------------------------- |
| 129  | Rodwin Dionicio        | Défenseur      | Suisse      | Ducks d'Anaheim                                     | IceDogs de Niagara (LHO)           |
| 130  | Axel Landén            | Défenseur      | Suède       | Sharks de San José (de Columbus)1                   | HV71 (J20 Nationell)               |
| 131  | Marcel Marcel          | Ailier gauche  | Tchéquie    | Blackhawks de Chicago                               | Olympiques de Gatineau (LHJMQ)     |
| 132  | Eric Pohlkamp          | Défenseur      | États-Unis  | Sharks de San José                                  | RoughRiders de Cedar Rapids (USHL) |
| 133  | Sam Harris             | Ailier gauche  | États-Unis  | Canadiens de Montréal                               | Stampede de Sioux Falls (USHL)     |
| 134  | Melker Thelin          | Gardien de but | Suède       | Coyotes de l'Arizona                                | Tegs SK (Hockeyettan)              |
| 135  | Carter Sotheran        | Défenseur      | Canada      | Flyers de Philadelphie                              | Portland Winterhawks (WHL)         |
| 136  | Cameron Allen          | Défenseur      | Canada      | Capitals de Washington                              | Storm de Guelph (LHO)              |
| 137  | Jack Phelan            | Défenseur      | États-Unis  | Red Wings de Détroit                                | Stampede de Sioux Falls (USHL)     |
| 138  | Paul Fischer           | Défenseur      | États-Unis  | Blues de Saint-Louis                                | U.S. NTDP (USHL)                   |
| 139  | Charles-Alexis Legault | Défenseur      | Canada      | Hurricanes de la Caroline (de Vancouver)2           | Warriors de West Kelowna (BCHL)    |
| 140  | Matthew Andonovski     | Défenseur      | Canada      | Sénateurs d'Ottawa                                  | Rangers de Kitchener (LHO)         |
| 141  | Scott Ratzlaff         | Gardien de but | Canada      | Sabres de Buffalo                                   | Thunderbirds de Seattle (LHOu)     |
| 142  | Mikhaïl Iline          | Ailier droit   | Russie      | Penguins de Pittsburgh                              | Almaz Tcherepovets (MHL)           |
| 143  | Sutter Muzzatti        | Centre         | États-Unis  | Predators de Nashville                              | Engineers de RPI (ECAC)            |
| 144  | Ievgueni Volokhine     | Gardien de but | Russie      | Canadiens de Montréal (de Calgary)3                 | Mamonty Iougry (MHL)               |
| 145  | Justin Gill            | Centre         | Canada      | Islanders de New York                               | Phoenix de Sherbrooke (LHJMQ)      |
| 146  | Jacob Julien           | Centre         | Canada      | Jets de Winnipeg                                    | Knights de London (LHO)            |
| 147  | Kevin Bicker           | Ailier gauche  | Allemagne   | Red Wings de Détroit (de Tampa Bay via Nashville)4  | Jungadler Mannheim (DNL U20)       |
| 148  | Kaden Hammell          | Défenseur      | Canada      | Kraken de Seattle                                   | Silvertips d'Everett (LHOu)        |
| 149  | Aaron Pionk            | Défenseur      | États-Unis  | Wild du Minnesota                                   | Black Hawks de Waterloo (USHL)     |
| 150  | Matthew Mania          | Défenseur      | États-Unis  | Kings de Los Angeles                                | Wolves de Sudbury (LHO)            |
| 151  | Thomas Milic           | Gardien de but | Canada      | Jets de Winnipeg (des Rangers de NY)5               | Thunderbirds de Seattle (LHOu)     |
| 152  | Rasmus Larsson         | Défenseur      | Suède       | NY Rangers (d'Edmonton)6                            | Västerås IK (J20 Nationell)        |
| 153  | Hudson Malinoski       | Centre         | Canada      | Maple Leafs de Toronto                              | Bandits de Brooks (LHJA)           |
| 154  | Chase Cheslock         | Défenseur      | États-Unis  | Devils du New Jersey                                | Lancers d'Omaha (USHL)             |
| 155  | Nikita Ichimnikov      | Défenseur      | Russie      | Avalanche du Colorado                               | Avto Iekaterinbourg (MHL)          |
| 156  | Melvin Strahl          | Gardien de but | Suède       | Blue Jackets de Columbus (de Boston via Minnesota)7 | Modo Hockey (J20 Nationell)        |
| 157  | Arno Tiefensee         | Gardien de but | Allemagne   | Stars de Dallas                                     | Adler Mannheim (DEL)               |
| 158  | Rouslan Khajeïev       | Gardien de but | Russie      | Hurricanes de la Caroline                           | Belye Medvedi (MHL)                |
| 159  | Olof Glifford          | Gardien de but | Suède       | Panthers de la Floride                              | HV71 (J20 Nationell)               |
| 160  | Justin Kipkie          | Défenseur      | Canada      | Coyotes de l'Arizona (de Vegas)8                    | Royals de Victoria (LHOu)          |

### Sixième tour
| Rang | Joueur            | Position       | Nationalité | Équipe LNH                              | Repêché de                         |
| ---- | ----------------- | -------------- | ----------- | --------------------------------------- | ---------------------------------- |
| 161  | Vojtěch Port      | Défenseur      | Tchéquie    | Ducks d'Anaheim                         | Oil Kings d'Edmonton (LHOu)        |
| 162  | Samu Bau          | Défenseur      | Finlande    | Coyoyes de l'Arizona (de Columbus)      | Ilves (Liiga)                      |
| 163  | Timour Moukhanov  | Ailier gauche  | Russie      | Hurricanes de la Caroline (de Chicago)  | Omskie Iastreby (MHL)              |
| 164  | Cole Brown        | Ailier gauche  | Canada      | Devils du New Jersey (de San José)      | Bulldogs de Hamilton (LHO)         |
| 165  | Filip Eriksson    | Centre         | Suède       | Canadiens de Montréal                   | Växjö Lakers HC (J20 Nationell)    |
| 166  | Carsen Musser     | Gardien de but | États-Unis  | Coyotes de l'Arizona                    | USNTDP (USHL)                      |
| 167  | Milton Oscarson   | Centre         | Suède       | Blackhawks de Chicago (de Philadelphie) | Örebro HK (SHL)                    |
| 168  | Visa Vedenpää     | Gardien de but | Finlande    | Kraken de Seattle (de Washington)       | Kärpät Oulu (U20 SM-sarja)         |
| 169  | Rudy Guimond      | Gardien de but | Canada      | Red Wings de Détroit                    | Taft School (HIGH-CT)              |
| 170  | Matthew Mayich    | Défenseur      | Canada      | Blues de Saint-Louis                    | 67 d'Ottawa (LHO)                  |
| 171  | Aiden Celebrini   | Défenseur      | Canada      | Canucks de Vancouver                    | Bandits de Brooks (AJHL)           |
| 172  | Ryan MacPherson   | Centre         | Canada      | Flyers de Philadelphie (d'Ottawa)       | Flyers de Leamington (GOJHL)       |
| 173  | Sean Keohane      | Défenseur      | États-Unis  | Sabres de Buffalo                       | Dexter School (HIGH-MA)            |
| 174  | Cooper Foster     | Centre         | Canada      | Penguins de Pittsburgh                  | 67 d'Ottawa (LHO)                  |
| 175  | Austin Roest      | Centre         | Canada      | Predators de Nashville                  | Silvertips d'Everett (LHOu)        |
| 176  | Iegor Iegorov     | Gardien de but | Russie      | Flames de Calgary                       | MHK Dinamo (MHL)                   |
| 177  | Zachary Schulz    | Défenseur      | États-Unis  | Islanders de New York                   | USNTDP (USHL)                      |
| 178  | Dylan Roobroeck   | Centre         | Canada      | Rangers de New York (de Winnipeg)       | Generals d'Oshawa (LHO)            |
| 179  | Warren Clark      | Défenseur      | Canada      | Lightning de Tampa Bay                  | Pistons de Steinbach (MJHL)        |
| 180  | Zeb Forsfjäll     | Centre         | Suède       | Kraken de Seattle                       | Skellefteå AIK (J20 Nationall)     |
| 181  | Kalem Parker      | Défenseur      | Canada      | Wild du Minnesota                       | Royals de Victoria (LHOu)          |
| 182  | Ryan Conmy        | Défenseur      | États-Unis  | Kings de Los Angeles                    | Musketeers de Sioux City (USHL)    |
| 183  | Ty Hendricks      | Ailier gauche  | États-Unis  | Rangers de New York                     | Lumberjacks de Muskegon (USHL)     |
| 184  | Nathaniel Day     | Gardien de but | Canada      | Oilers d'Edmonton                       | Firebirds de Flint (LHO)           |
| 185  | Noah Chadwick     | Défenseur      | Canada      | Maple Leafs de Toronto                  | Hurricanes de Lethbridge (LHOu)    |
| 186  | Daniil Karpovitch | Défenseur      | Biélorussie | Devils du New Jersey                    | Avto Iekaterinbourg (MHL)          |
| 187  | Jeremy Hanzel     | Défenseur      | Canada      | Avalanche du Colorado                   | Thunderbirds de Seattle (LHOu)     |
| 188  | Ryan Walsh        | Centre         | États-Unis  | Bruins de Boston                        | RoughRiders de Cedar Rapids (USHL) |
| 189  | Angus MacDonell   | Centre         | Canada      | Stars de Dallas                         | Steelheads de Mississauga (LHO)    |
| 190  | Michael Emerson   | Ailier droit   | États-Unis  | Hurricanes de la Caroline               | Steel de Chicago (USHL)            |
| 191  | Luke Coughlin     | Défenseur      | Canada      | Panthers de la Floride                  | Océanic de Rimouski (LHJMQ)        |
| 192  | Tuomas Uronen     | Ailier droit   | Finlande    | Golden Knights de Vegas                 | HIFK (U20 SM-sarja)                |

### Septième tour
| Rang | Joueur               | Position       | Nationalité | Équipe LNH                                          | Repêché de                           |
| ---- | -------------------- | -------------- | ----------- | --------------------------------------------------- | ------------------------------------ |
| 193  | Jack Harvey          | Centre         | États-Unis  | Lightning de Tampa Bay (d'Anaheim)                  | Steel de Chicago (USHL)              |
| 194  | Oiva Keskinen        | Centre         | Finlande    | Blue Jackets de Columbus                            | Tappara U20 (J20 SM-sarja)           |
| 195  | Janne Peltonen       | Défenseur      | Finlande    | Blackhawks de Chicago                               | Kärpät Oulu U20 (U20 SM-sarja)       |
| 196  | David Klee           | Centre         | États-Unis  | Sharks de San José                                  | Black Hawks de Waterloo (USHL)       |
| 197  | Luke Mittelstadt     | Défenseur      | États-Unis  | Canadiens de Montréal                               | Golden Gophers du Minnesota (NCAA)   |
| 198  | Stepan Zviahine      | Ailier gauche  | Biélorussie | Panthers de la Floride (de l'Arizona)               | HK Dinamo Minsk (KHL)                |
| 199  | Matteo Mann          | Défenseur      | Canada      | Flyers de Philadelphie                              | Saguenéens de Chicoutimi (LHJMQ)     |
| 200  | Brett Hyland         | Centre         | Canada      | Capitals de Washington                              | Wheat Kings de Brandon (LHOu)        |
| 201  | Emmitt Finnie        | Centre         | Canada      | Red Wings de Détroit                                | Blazers de Kamloops (LHOu)           |
| 202  | Nikita Soussouïev    | Ailier droit   | Russie      | Blues de Saint-Louis                                | Khimik Voskressensk (VHL)            |
| 203  | Iegor Rimachevski    | Ailier droit   | Russie      | Ailier droit                                        | MHC Dinamo (MHL)                     |
| 204  | Owen Beckner         | Centre         | Canada      | Senators d'Ottawa                                   | Silverbacks de Salmon Arm (BCHL)     |
| 205  | Norwin Panocha       | Défenseur      | Allemagne   | Sabres de Buffalo                                   | Eisbären Berlin (DEL)                |
| 206  | Antoine Keller       | Gardien de but | France      | Capitals de Washington (de Pittsburgh via San José) | Genève-Servette HC U20 (U20-Elit)    |
| 207  | Vladimir Nikitin     | Gardien de but | Kazakhstan  | Sénateurs d'Ottawa (de Nashville)                   | MHK Barys Astana (Kazakhstan Jastar) |
| 208  | Axel Hurtig          | Défenseur      | Suède       | Flames de Calgary                                   | Rögle BK U20 (J20 Nationell)         |
| 209  | Dennis Good Bogg     | Défenseur      | Suède       | Islanders de New York                               | AIK IF U20 (USHL)                    |
| 210  | Connor Levis         | Ailier droit   | Canada      | Jets de Winnipeg                                    | Blazers de Kamloops (LHOu)           |
| 211  | Ethan Hay            | Centre         | Canada      | Lightning de Tampa Bay                              | Firebirds de Flint (LHO)             |
| 212  | Zaccharya Wisdom     | Ailier droit   | Canada      | Kraken de Seattle                                   | RoughRiders de Cedar Rapids (USHL)   |
| 213  | James Clark          | Ailier gauche  | États-Unis  | Wild du Minnesota                                   | Gamblers de Green Bay (USHL)         |
| 214  | Casper Nässén        | Ailier droit   | Suède       | Bruins de Boston (de Los Angeles)                   | Västerås IK U20 (J20 Nationell)      |
| 215  | Nicholas Vantassell  | Ailier droit   | États-Unis  | Sénateurs d'Ottawa (de NY Rangers)                  | Gamblers de Green Bay (USHL)         |
| 216  | Matt Copponi         | Centre         | États-Unis  | Oilers d'Edmonton                                   | Warriors de Merrimack (NCAA)         |
| 217  | Emil Jarventie       | Ailier gauche  | Finlande    | Penguins de Pittsburgh (de Toronto)                 | Ilves (Liiga)                        |
| 218  | Aiden Fink           | Ailier droit   | Canada      | Predators de Nashville (du New Jersey)              | Bandits de Brooks (AJHL)             |
| 219  | Maroš Jedlička       | Centre         | Slovaquie   | Avalanche du Colorado                               | HKm Zvolen (Extraliga slo.)          |
| 220  | Kristian Kostadinski | Défenseur      | Suède       | Bruins de Boston                                    | Frölunda HC U20 (J20 Nationell)      |
| 221  | Sebastian Bradshaw   | Ailier gauche  | Canada      | Stars de Dallas                                     | Elite Hockey Academy (U18 AAA)       |
| 222  | Iehor Velmakine      | Gardien de but | Biélorussie | Hurricanes de la Caroline                           | Bouran Voronej (VHL)                 |
| 223  | Kalle Kangas         | Défenseur      | Finlande    | Penguins de Pittsburgh (de la Floride)              | Jokerit U20 (U20 SM-sarja)           |
| 224  | Tyler Peddle         | Ailier gauche  | Canada      | Blue Jackets de Columbus (de Vegas)                 | Voltigeurs de Drummondville (LHJMQ)  |